# Job (opera)
Job är ett italiensk mysteriespel (sacra rappresentazione) i sju scener med musik och libretto av Luigi Dallapiccola.

## Historia
Verket var en beställning av Associazione Amfiparnasso i Rom på ett kort scenspel. Dallapiccola valde historien om Job i Gamla Testamentet och delade in verket i sju scener. Verket hade premiär den 30 oktober 1950 på Teatro Eliseo i Rom.

## Besättning
Verket består av fem sångröster (bas, tenor, sopran, mezzosopran och baryton), berättare, kör och orkester.

## Handling
De första och sista scenerna handlar om Jobs lycka före och efter att hans tro har satts på prov. Mittensektionen tar upp dialogen mellan Job och de tre vännerna om hur Gud kan nedkalla plågor och elände på en rättrogen man. Den andra scenen, en kvartett av budbärare som berättar om Satans ödeläggelse av Jobs familj och ägodelar, korresponderar med den sjätte i vilken Guds röst (kör) talar ur en stormvind och skingrar Jobs tvivel. De parallella dialogerna mellan Gud och Satan i scenerna 1 och 3 är skrivna för två talkörer.